# Torre Turati (Muzio)
La torre Turati è un grattacielo di Milano, alto 75 metri, che conta 19 piani. Prospetta sul lato meridionale dell'ampia piazza della Repubblica, fornendo accesso su via Turati al civico 40.

## Storia
La torre venne progettata sulla base delle prescrizioni di un piano particolareggiato di esecuzione del piano regolatore del 1953; tale piano prevedeva l'erezione di due edifici a torre, simmetrici rispetto all'imbocco di via Turati.
I progettisti, gli architetti Giovanni e Lorenzo Muzio, si adattarono con riluttanza a tali prescrizioni, proponendo inizialmente una diversa sistemazione dei volumi, che tuttavia non venne accettata dalla commissione edilizia. 
L'edificio venne così realizzato in stile moderno seguendo le indicazioni di massima del piano particolareggiato, prevedente una torre di 19 piani poggiante su una piastra, e un corpo basso di 5 piani all'attacco di via Turati. Il complesso venne costruito dal 1963 al 1967 e completato nel 1968.

## Descrizione

### La torre
La struttura portante, inizialmente prevista in calcestruzzo armato, venne poi realizzata in ferro, lasciato in parte a vista lungo le facciate principali.
Le facciate laterali sono rifinite con pannelli di tamponamento prefabbricati in calcestruzzo armato e graniglia di marmo.
Il profilo della torre si allarga progressivamente salendo verso l'alto, fino a raggiungere la dimensione massima nei piani adibiti ad appartamenti, dal 12º piano in su; i piani inferiori sono invece adibiti a uffici. L'altezza totale è di 75 metri.

### La piastra
La piastra conta un piano oltre al terreno, ed ha una struttura in calcestruzzo armato che comprende anche due piani sotterranei. La finitura esterna è a curtain wall, con serramenti in bronzo selve.
Gli spazi furono predisposti per l'insediamento di una banca.

### Il corpo su via Turati
Il corpo all'angolo con via Turati, anch'esso adibito a uffici, conta 5 piani oltre al terreno, costruiti con struttura in calcestruzzo armato e tamponamenti prefabbricati.
Il volume, allineato alle altre costruzioni della via, fu costruito seguendo le indicazioni del piano particolareggiato.

### Il cortile
All'angolo sud-est del lotto è posto un cortile carrabile, accessibile da piazza della Repubblica; sotto di esso sono sistemati 66 box per automobili, posti su tre piani interrati, e accessibili mediante una rampa circolare.